# Trithyris aethiopicalis
Trithyris aethiopicalis là một loài bướm đêm trong họ Crambidae.